# جيمس هيوز (لاعب اتحاد الرغبي)
جيمس هيوز (بالإنجليزية: James Hughes)‏ هو لاعب اتحاد الرغبي أسترالي، ولد في 1886 في سيدني في أستراليا، وتوفي في 1943.